# 柱一 (角宿)
柱一(半人馬座υ1) 是位於南半球星座半人馬座的一顆恆星，意思是支撐庫樓的第一根柱子。它呈現藍白色的色調，視星等 +3.87，是肉眼可見的恆星。根據視差的測量，它與地球的距離約為427光年，並且以 +9km/s 的徑向速度退行。它是天蠍-半人馬星協的下半人馬-南十字的成員。
它的恆星分類是B2IV/V，這與大質量的B型恆星和光度分類是主序星和次巨星混和特徵的恆星。它的年齡是1,300萬，投影旋轉速度為124km/s。這顆恆星的質量是太陽的7.9倍，半徑是太陽的3.7倍。它的輻射量是太陽輻射的1,884倍，是由它的光球有效溫度21,411K導出的。